# Шнайцльройт
Шнайцльройт (нем. Schneizlreuth) — община  в Германии, в Республике Бавария. 
Подчиняется административному округу Верхняя Бавария. Входит в состав района Берхтесгаденер-Ланд.  Население составляет 1436 человек (на 31 декабря 2010 года). Занимает площадь 97,63 км². Региональный шифр  —  09 1 72 131. Местные регистрационные номера транспортных средств (коды автомобильных номеров) (нем. Kraftfahrzeugkennzeichen) — BGL.

## Население
По оценке на 31 декабря 2015 года население общины составляет 1316 человек.
| Дата      | 1840 | 1871 | 1900 | 1925 | 1939 | 1950 | 1961 | 1970 | 1987 | 2011 |
| --------- | ---- | ---- | ---- | ---- | ---- | ---- | ---- | ---- | ---- | ---- |
| Население | 577  | 565  | 593  | 811  | 794  | 1298 | 1107 | 1155 | 1264 | 1346 |

| Год       | 1960 | 1970 | 1980 | 1990 | 2000 | 2009 | 2010 | 2011 | 2012 | 2013 | 2014 | 2015 |
| --------- | ---- | ---- | ---- | ---- | ---- | ---- | ---- | ---- | ---- | ---- | ---- | ---- |
| Население | 1047 | 1146 | 1198 | 1428 | 1540 | 1418 | 1436 | 1338 | 1333 | 1339 | 1327 | 1316 |